# 世界のミステリーを読む
世界のミステリーを読む（せかいのミステリーをよむ）は、光文社の推理小説雑誌『ジャーロ』で創刊号（2000年秋号）から11号（2003年春号）まで掲載された連載企画。世界各地の、主に非英語圏の国の短編ミステリーが翻訳され、その国のミステリー事情についての記事とともに掲載されている。「フランス編」から「オーストラリア編」まで全11回掲載された。

## 掲載リスト
- 日本語版Wikipediaに記事がない作家には、名前の原表記を付した。
- 他言語版Wikipediaに作家の記事がある場合はリンクをはった（英語版がある場合は英語版に）。
- タイトルには原題（原表記）を付した[1]。
- 「韓国編」の作品は、日本の読者のために新たに書き下ろされたものである。

| 号                 | 国             | 著者                       | タイトル                                                         | 訳者                       |
| ------------------ | -------------- | -------------------------- | ---------------------------------------------------------------- | -------------------------- |
| 1号（2000年秋号）  | フランス       | ジョルジュ・シムノン       | モンマルトルの歌姫 (La chanteuse de Pigalle)                     | 長島良三                   |
| 2号（2001年冬号）  | ロシア         | アレクサンドラ・マリーニナ | 事の次第 （※抄訳） (Стечение обстоятельств)                      | 鴻英良                     |
| 3号（2001年春号）  | イタリア       | アンドレア・カミッレーリ   | 匿名の手紙 (La Lettera Anonima) 略号 (La Sigla)                  | 北代美和子                 |
| 4号（2001年夏号）  | 韓国           | 金聖鍾（キム・ソンジョン） | 帰ってきた死者 （돌아온 사자）                                   | 金容権（キム・ヨングォン） |
| 4号（2001年夏号）  | 韓国           | 金且愛（キム・チャエ）     | わな （덫）                                                      | 鄭泰原（チョン・テウォン） |
| 5号（2001年秋号）  | ポーランド     | アンジェイ・スタシュク     | コシュチェイニと夜の闇 (Kościejny & Noc...)                      | ケン・オカモト・カミンスキ |
| 6号（2002年冬号）  | スロバキア     | ドゥシャン・ミタナ         | 冬景色を横切って (Prechádzka zimnou krajinou)                    | ケン・オカモト・カミンスキ |
| 7号（2002年春号）  | 中国           | 畀愚（ビイユ）             | 謀殺 （谋杀）                                                    | 新吉楽図（シンジルト）     |
| 8号（2002年夏号）  | スペイン       | バスケス・モンタルバン     | 刺青（いれずみ） （※抄訳） (Tatuaje)                             | 市川秋子                   |
| 9号（2002年秋号）  | アイルランド   | ピーター・トレメイン       | 石柱 (Deathstone)                                                | 甲斐萬里江                 |
| 10号（2003年冬号） | ドイツ         | ビルギット・ヘルシャー     | 料理とわが姉、宿命 (Der Koch, meine Schwester und das Schicksal) | 篠田淳子                   |
| 11号（2003年春号） | オーストラリア | ピーター・コリス           | TV（トランスヴェスタイト） (TV)                                  | ケン・オカモト・カミンスキ |
| 11号（2003年春号） | オーストラリア | フィリップ・マクラーレン   | 叫び （※抄訳） (Scream Black Murder)                             | ケン・オカモト・カミンスキ |